# Ceignes
Ceignes település Franciaországban, Ain megyében. Lakosainak száma 263 fő (2022. január 1.). Ceignes Challes-la-Montagne, Labalme, Leyssard, Maillat, Peyriat és Saint-Alban községekkel határos.

## Népesség
A település népességének változása:
| Lakosok száma | 124  | 136  | 160  | 282  | 262  | 256  | 254  | 255  | 259  | 263  |
|               | 1968 | 1982 | 1990 | 2006 | 2013 | 2015 | 2017 | 2019 | 2020 | 2022 |